# Ferrari 499P
Ferrari 499P — це спортивний прототип, побудований Scuderia Ferrari для участі в чемпіонаті світу з гонок на витривалість FIA у категорії гіперкарів у Ле-Мані з 2023 року. Поява 499P знаменує 50 років з моменту, коли Ferrari востаннє виставляла заводський спортивний прототип, який боровся за загальну перемогу в 24 годинах Ле-Мана, і один з 499P змагався з номером 50 як данина.

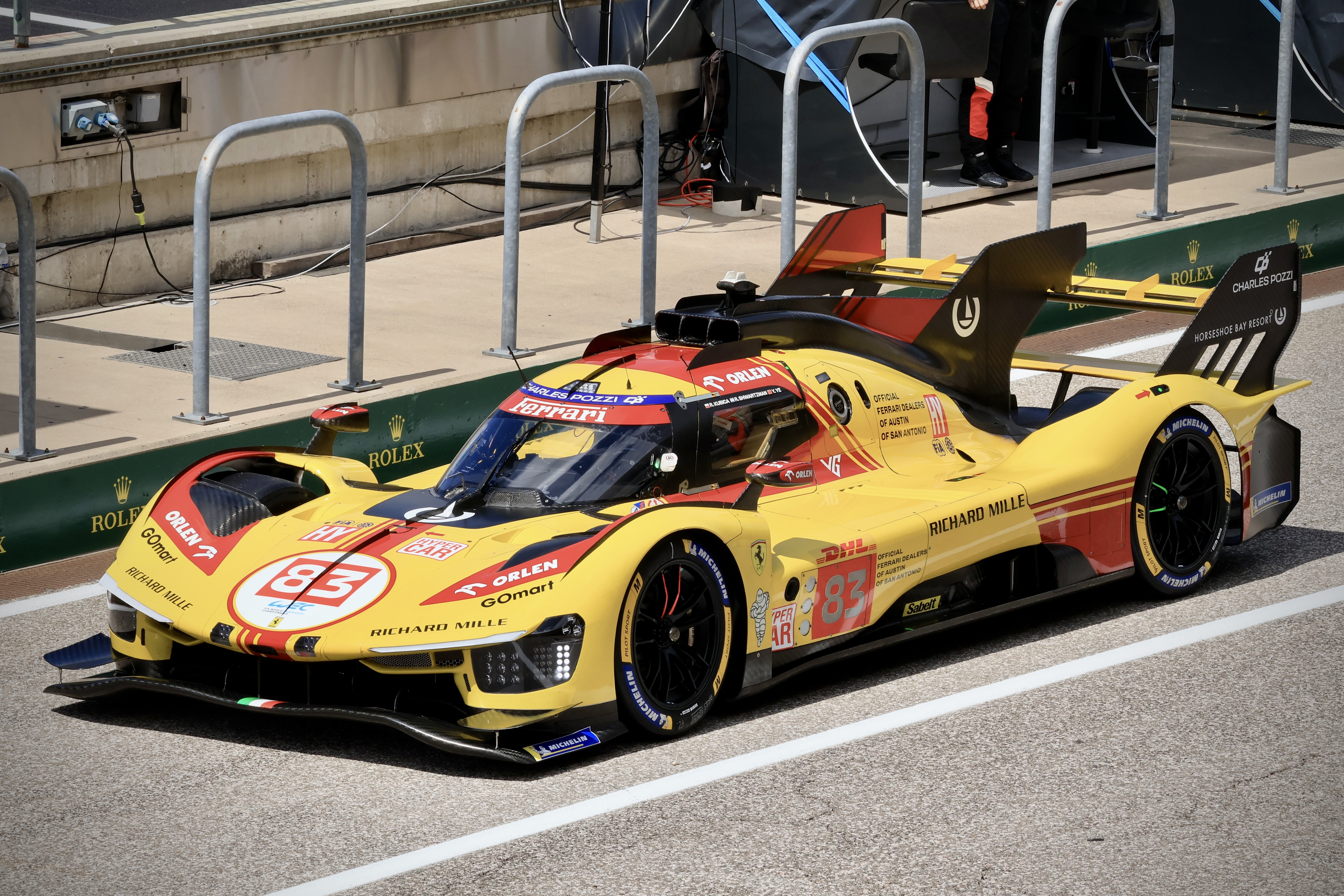
AF Corse Ferrari 499P Ле-Ман 2024

Автомобіль був представлений у жовтні 2022 року на Ferrari Finali Mondiali, щорічному фіналі Ferrari для їхньої мономаркової серії Ferrari Challenge. Автомобіль дебютував у змаганнях на першому етапі сезону чемпіонату світу з гонок на витривалість FIA 2023 року, 1000 миль Себрінга 2023 року. Під час свого першого виступу на 24 годинах Ле-Мана 2023 року 499P виграв гонку під керівництвом Антоніо Джовінацці, Алессандро П'єра Гвіді та Джеймса Каладо. Це була перша загальна перемога Ferrari в Ле-Мані з часів 24 годин Ле-Мана 1965 року, що завершило серію з п'яти перемог команди Toyota Gazoo Racing. На 24 годинах Ле-Мана 2024 року Ferrari здобула свою одинадцяту перемогу, другу поспіль у Ле-Мані, з 499P № 50, за кермом якого були Антоніо Фуоко, Мігель Моліна та Ніклас Нільсен, тоді як 499P № 51, за кермом якого були Алессандро П'єр Гвіді, Джеймс Каладо та Антоніо Джовінацці, переможець попереднього видання, посів третє місце. У 24-годинній гонці Ле-Мана 2025 року автомобіль з номером 83, яким керував AF Corse, а за кермом були Роберт Кубіца, Іфей Є та Філ Хансон, привів бренд Ferrari до третьої поспіль перемоги в Ле-Мані, причому автомобіль з номером 51 фінішував третім, а автомобіль з номером 50 – четвертим.

## Технічні характеристики
Модель 499P була розроблена відповідно до правил гіперкарів Ле-Мана, тому вона не має стандартизованих деталей, таких як ті, що використовуються в автомобілях, розроблених за правилами Ле-Мана Daytona h, з якими змагається 499P. Однак шасі все ще виробляється Dallara. Аеродинаміка 499P була розроблена спільно з Центром стилізації Ferrari, який очолює Флавіо Мандзоні, під керівництвом Фердинандо Канніццо, керівника відділу інженерії спортивних автомобілів Ferrari.
Архітектура двигуна V6 з подвійним турбонаддувом об'ємом 2992 см3 цього автомобіля є спільною з Ferrari 296 та його аналогом у Group GT3, 296 GT3. Однак, замість того, щоб бути встановленим на підрамнику, як у дорожньому автомобілі, двигун у 499P є повністю напруженим елементом і зазнав різних модифікацій, щоб відповідати своїй новій ролі несучого елемента. 499P має напівпостійний повний привід з електродвигуном, розташованим на передній осі, який забезпечує потужність 272 к.с. (200 кВт) на швидкості понад 190 км/год (як це передбачено правилами), і підключений до спеціального акумуляторного блоку на 900 В, який може заряджатися за допомогою власної системи рекуперації енергії Ferrari (ERS).

### 499P Modificata
499P Modificata був представлений під час Ferrari Finali Mondiali 2023 року. Це неконкурентна, необмежена версія 499P, призначена лише для треку, створена на честь перемоги Ferrari в Ле-Мані того року. 18 березня 2024 року на трасі Муджелло відбувся перший захід програми Sport Prototipi Clienti, в якому взяв участь 499P Modificata.